# Stephen G. Wood

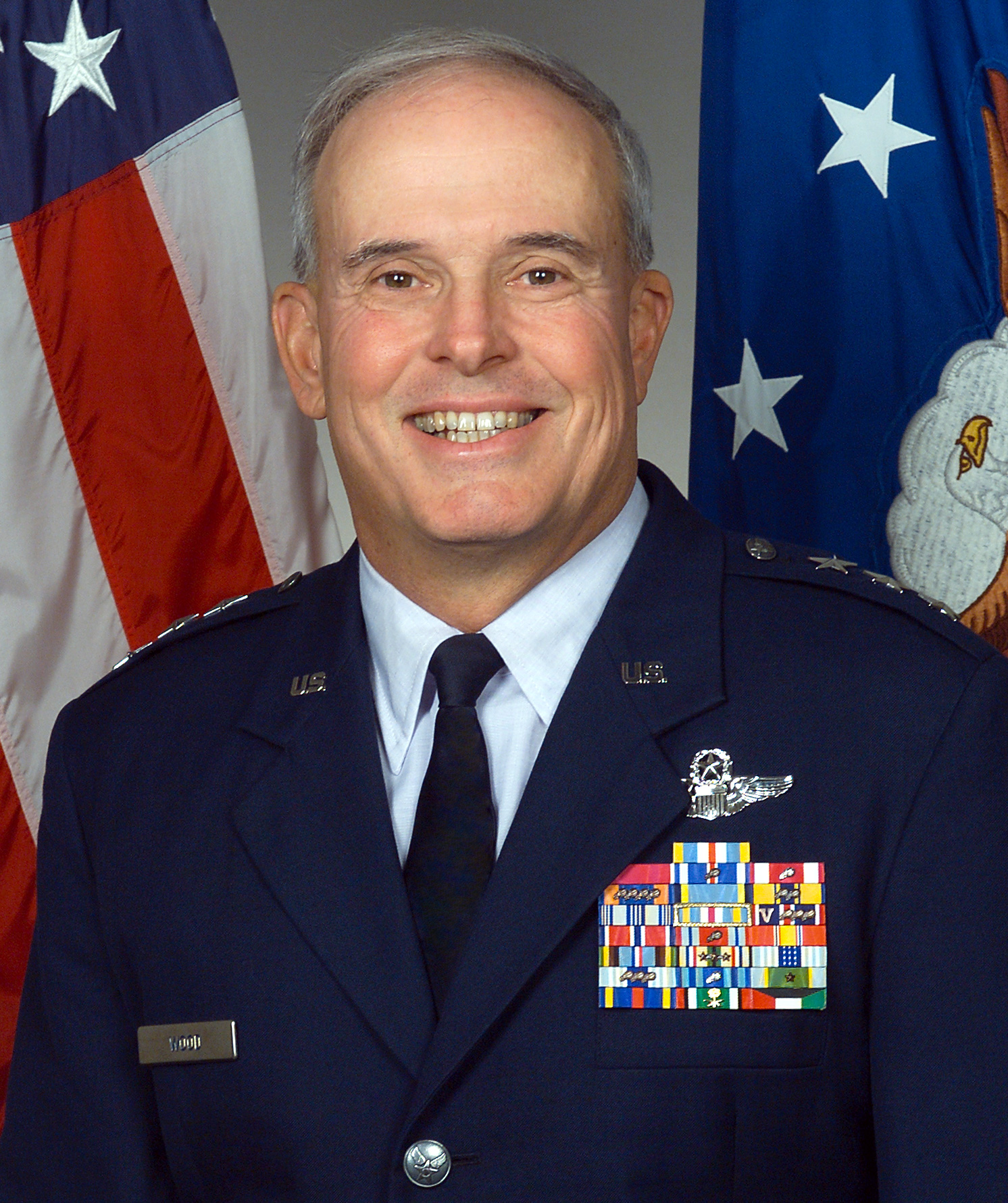
Stephen G. Wood (2020)

Stephen G. Wood (* um 1950) ist ein pensionierter Generalleutnant der United States Air Force. Er war unter anderem Kommandeur der 7. Luftflotte.
Über das ROTC-Programm der University of Washington gelangte er im Jahr 1974 in das Offizierskorps der United States Air Force. Dort durchlief er anschließend alle Offiziersränge vom Leutnant bis zum Drei-Sterne-General.
Im Lauf seiner militärischen Karriere absolvierte er verschiedene Kurse und Schulungen. Dazu gehörten unter anderem eine Ausbildung zum Kampfpiloten und weitere Fortbildungskurse als Pilot neuer Flugzeugtypen; die Squadron Officer School auf der Maxwell Air Force Base in Alabama; die U.S. Air Force Fighter Weapons School auf der Nellis Air Force Base in Nevada; das Air Command and Staff College, das sich ebenfalls auf der Maxwell AFB befindet und das National War College in Fort Lesley J. McNair, Washington, D.C. Außerdem erhielt er akademische Grade von der New Mexico State University und der National Defense University.
In seinen frühen Jahren als Offizier der Luftwaffe war er an verschiedenen Stützpunkten in den Vereinigten Staaten stationiert. Dabei war er als Pilot, Flugausbilder oder Stabsoffizier bei unterschiedlichen Einheiten tätig. Dazwischen absolvierte er die erwähnten Schulungen. Zwischen August 1977 und April 1979 war er als Pilot der 91. Taktischen Schwadron (91st Tactical Fighter Squadron) auf dem Airfield der Royal Air Force in Bentwaters in England stationiert. Eine weitere Auslandsversetzung führte ihn zwischen September 1989 und Oktober 1991 zur Hahn Air Base in Deutschland. Dort war er unter anderem Flugausbilder bei der 496th Tactical Fighter Squadron. Zwischenzeitlich war er mit der 10th Tactical Fighter Squadron als Kampfpilot im Zweiten Golfkrieg eingesetzt.
Im Juli 1996 wurde Stephen Wood als Oberst auf die Kunsan Air Base in Südkorea versetzt, wo er bis zum Juni 1997 die 8th Operations Group kommandierte. Anschließend gehörte er bis zum November 1998 dem Stab des Hauptquartiers der Air Force an, wo er die Abteilung für die Beziehungen zum Kongress leitete (Chief, House Liaison Office, Legislative Liaison). Daran schloss sich eine Versetzung auf die Misawa Air Base in Japan an. Dort kommandierte er zwischen November 1998 und Mai 2000 das 35. Kampfgeschwader (35th Fighter Wing). Anschließend war er bis zum Juni 2002 erneut Stabsoffizier im Hauptquartier der Luftwaffe. Während dieser Zeit war er im Rahmen des Irakkriegs für einige Monate Ende 2001 bis Anfang 2002 auf der Prince Sultan Air Base in Saudi-Arabien Leiter des dort eingerichteten Combined Air and Space Operations Centers.
Zwischen Juni 2002 und Oktober 2004 kommandierte Wood auf der Nellis AFB das Air Warfare Center. Danach leitete er bis zum November 2006 die Stabsabteilung für strategische Planungen im Hauptquartier der Luftwaffe (Deputy Chief of Staff for Strategic Plans and Programs, Headquarters U.S. Air Force, Washington, D.C.).
Sein letzter militärischer Auftrag führte ihn nach Südkorea. Dort erhielt er am 6. November 2006 als Nachfolger von Garry R. Trexler das Kommando über die 7. Luftflotte. Gleichzeitig war er stellvertretender Kommandeur der United States Forces Korea, der kombinierten südkoreanisch-amerikanischen Streitkräfte, und des United Nations Commands. Diese Aufgaben bekleidete er bis zum 24. November 2008, als er von Jeffrey A. Remington abgelöst wurde. Zum 1. Januar 2009 schied er aus dem aktiven Militärdienst aus.
Während seiner aktiven Zeit als Militärpilot absolvierte er über 3400 Flugstunden auf verschiedenen Flugzeugtypen.

## Daten der Beförderungen
| Abzeichen | Rang               | Jahr              |
| --------- | ------------------ | ----------------- |
|           | Second Lieutenant  | 28. April 1975    |
|           | First Lieutenant   | 4. Dezember 1976  |
|           | Captain            | 4. Dezember 1978  |
|           | Major              | 1. Mai 1985       |
|           | Lieutenant Colonel | 1. Februar 1990   |
|           | Colonel            | 1. Februar 1994   |
|           | Brigadier General  | 1. August 2000    |
|           | Major General      | 1. September 2003 |
|           | Lieutenant General | 18. Oktober 2004  |

## Orden und Auszeichnungen
Stephen Wood erhielt im Lauf seiner militärischen Laufbahn unter anderem folgende Auszeichnungen:
- Defense Distinguished Service Medal
- Air Force Distinguished Service Medal
- Defense Superior Service Medal
- Legion of Merit
- Bronze Star Medal
- Distinguished Flying Cross
- Air Medal
- Meritorious Service Medal
- Aerial Achievement Medal